# The Stolen Letters
The Stolen Letters è un cortometraggio muto del 1911 diretto da Lewin Fitzhamon.

## Trama
Un postino geloso distrugge le lettere che un minatore via di casa manda alla moglie. L'uomo torna in tempo per impedire che la moglie, disperata perché crede di essere stata abbandonata, metta in atto il suo progetto di suicidarsi.

## Produzione
Il film fu prodotto dalla Hepworth.

## Distribuzione
Distribuito dalla Hepworth, il film - un cortometraggio in una bobina - uscì nelle sale cinematografiche britanniche nel dicembre 1911.
Si conoscono pochi dati del film che, prodotto dalla Hepworth, fu distrutto nel 1924 dallo stesso produttore, Cecil M. Hepworth. Fallito, in gravissime difficoltà finanziarie, il produttore pensò in questo modo di poter almeno recuperare il nitrato d'argento della pellicola.